# Eupithecia anickae
Eupithecia anickae es una especie de polilla de reciente descubrimiento de la familia Geometridae. La especie fue descrita por primera vez por William Warren habiendo sido descrita en 2022 con distribución en China. Fue descubierta a 1500 metros (4921,3 pies) sobre el nivel del mar en el monte Tai Ben Shan. El holotipo de la especie fue hayada en los alrededores de una zona montañosa de la población de Yongsheng, provincia de Yunnan. Varios paratipos fueron hallados en la misma localidad por los exploradores. Para su descubrimiento parecía ser una especie con características que la ubican en el grupo de especies E. lanceata.
Es una polilla pequeña con una envergadura de 17 milímetros (0,7 plg) y de color marrón.